# Криминалитет
Криминалитет подразумева укупност свих злочина у одређеном времену и простору. То значи да је криминалитет масовна појава, за разлику од злочина.

## Примарни и секундарни криминалитет
Треба разликовати примарни од секундарног криминалитета. Код примарног криминалитета реч је о укупности злочина чији се починиоци први пут појављују пред државним органима, док је код секундарног криминалитета реч о укупности злочина које су починили они који се поново појављују пред државним органима.